# Oceania Softball Confederation
La Oceania Softball Confederation (OSC) è l'organo che governa il softball in Oceania, ed una delle cinque zone della International Softball Federation. La sede della OSC è situata a Melbourne, Australia.
È una associazione internazionale, fondata nel 2005, che riunisce 12 federazioni nazionali di softball in Oceania, e, come organo di governo, è responsabile del controllo e dello sviluppo del softball in Oceania. Inoltre, promuove, supervisiona e dirige le competizioni oceaniche a livello di club e di squadre nazionali, e gli arbitri oceaniani internazionali.

## Nazioni aderenti
- Australia - Softball Australia
- Isole Cook - Baseball & Softball Cook Islands Association
- Guam - Guam Softball Federation
- Isole Marianne Settentrionali - Saipan Softball League
- Isole Marshall - Republic of the Marshall Islands Softball Federation
- Isole Salomone - Solomon Islands Softball Federation
- Micronesia - Federated States of Micronesia Softball Federation
- Nuova Zelanda - Softball New Zealand
- Palau - Palau Softball Federation
- Papua Nuova Guinea - Papua New Guinea Softball Federation
- Samoa - Samoa Softball Association
- Samoa Americane - American Samoa Softball Association

### Nazioni osservatori
- Figi - Fiji Islands Baseball & Softball Association
- Nuova Caledonia - Ligue Calédonienne de Baseball & Softball